# Хорсшу-Каньон
Хорсшу-Каньон (англ. Horseshoe Canyon, ранее известный как Барьер-Каньон англ. Barrier Canyon) — находится к западу от Грин-Ривер и к северу от Национального парка Каньонлендс в округе Мейз, штат Юта, США. Известен произведениями наскального искусства, стиль которых получил название «стиль Барьер-Каньона». Территория с наскальными изображениями в 1971 году была включена в состав национального парка Каньонлендс.

## История

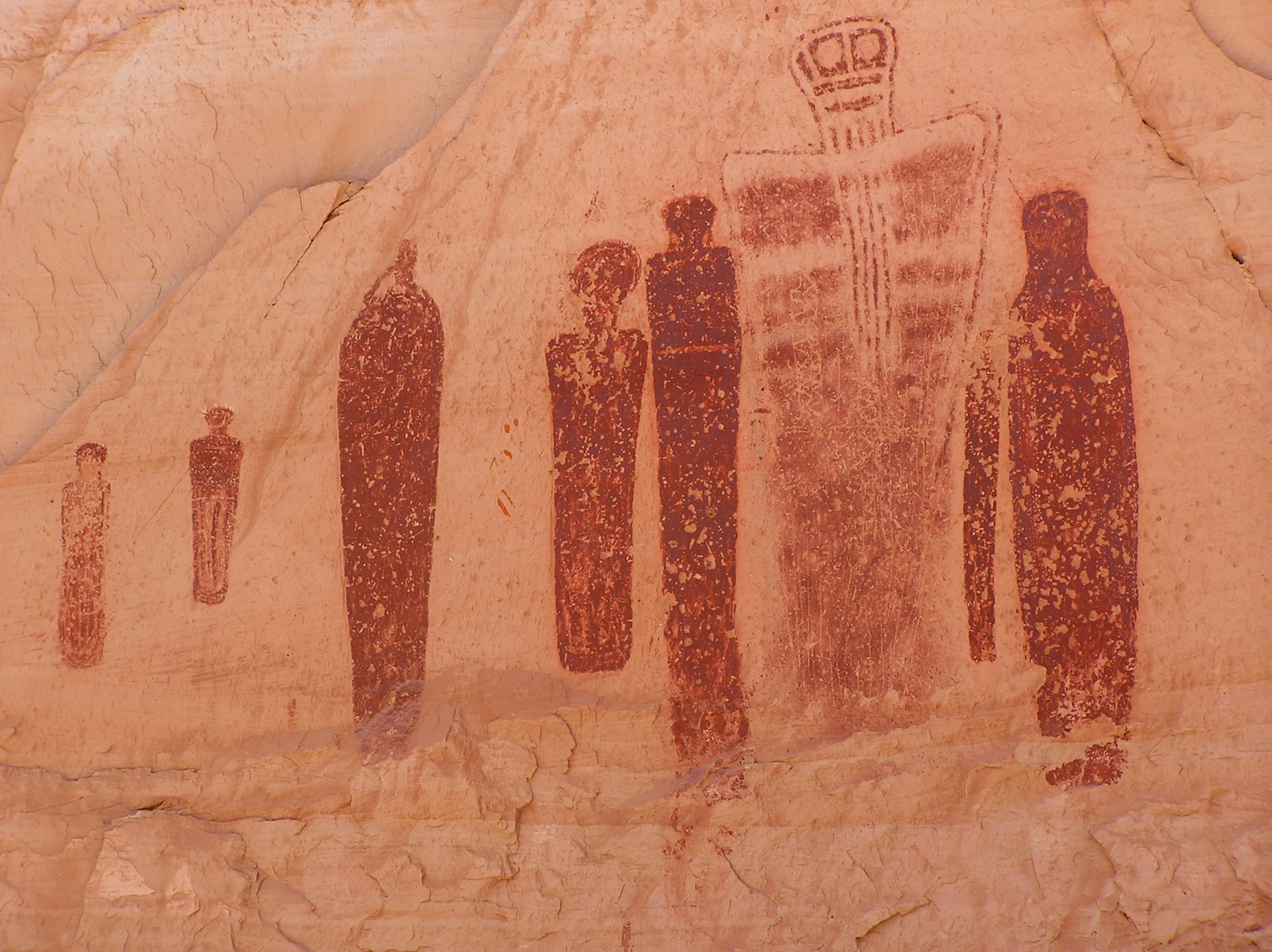
Большая галерея

Первые следы человеческого пребывания относятся к 9000-7000 гг. до н. э. Обитатели юго-западного побережья Тихого океана современных США охотились на крупных млекопитающих — таких, как мастодонты и мамонты. Среди более поздних обитателей этих мест были Архаическая пустынная культура, Фремонтская культура и анасази. Две последних культуры населяли каньон недолго. К 1300 г. из-за сильной засухи каньон надолго был покинут обитателями.

## Наскальные изображения
В Хорсшу-Каньоне имеется несколько групп изображений. Большая Галерея (Great Gallery) — одна из крупнейших коллекций наскальных изображений в стиле Барьер-Каньона в США. Галерея относится к Архаической пустынной культуре кочевых охотников-собирателей, обитавших в этих местах задолго до фремонтской культуры и анасази. Размер панели с изображениями составляет 60 метров в ширину и 4,5 метров в высоту, где представлены 20 антропоморфных изображений в натуральную величину, высота крупнейшего составляет 2,1 метра. Репродукции данных изображений представлены в Музее современного искусства в Нью-Йорке и в Денверском музее естественной истории.

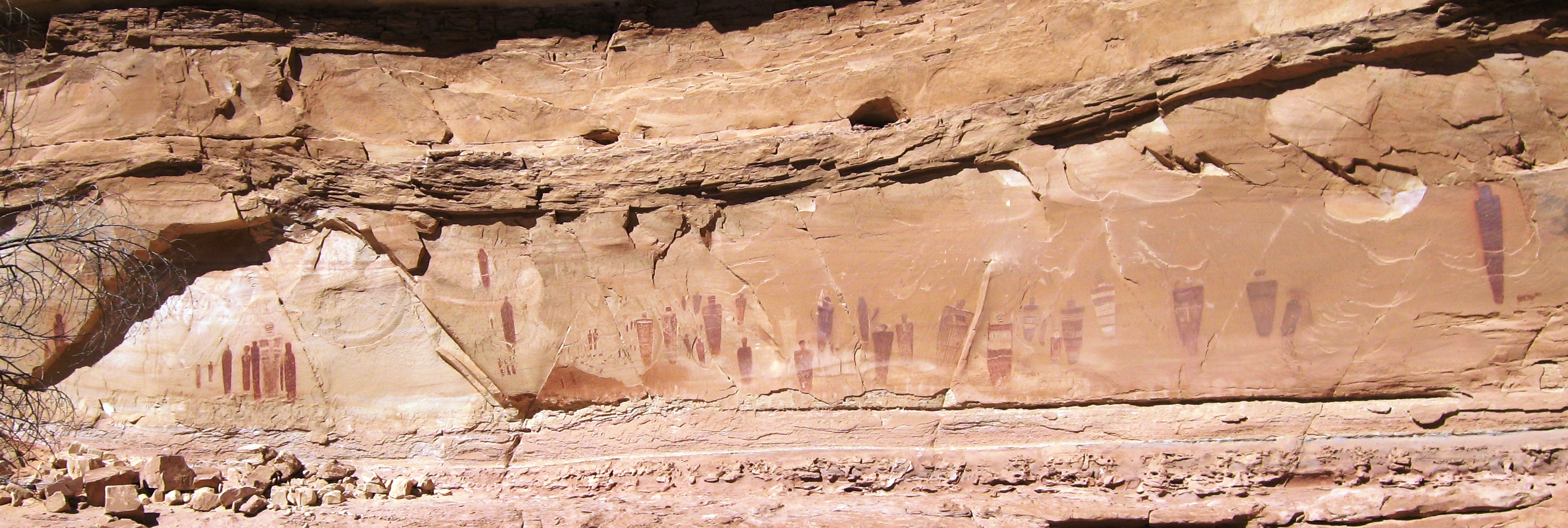
Большая галерея

Аналогичные петроглифы обнаружены в Палатки (Аризона), где значительная их часть была уничтожена руками «любителей древностей».

## Доступ
Чтобы увидеть наскальные изображения, посетителям приходится спуститься на 220 метров по вертикали на дно каньона и пройти по горной тропе около 3 километров. Горная дорога от Западного гребня (West Rim) до Большой галереи составляет около 15 км туда и обратно и занимает от 3 до 6 часов. По дороге к Большой галерее находятся и другие наскальные изображения.